# Drago Makuc
Drago Makuc, slovenski gledališki igralec, * 20. januar 1924, Rosalnice, † 8. december 1962, Ljubljana.
Pred 2. svetovno vojno je začel kot amater igrati v igralski skupini Slovenska scena, ki jo je ustanovil Ivan Mrak. V začetku leta 1945 se je pridružil Slovenskemu narodnemu gledališču na osvobojenem ozemlju v Črnomlju, kjer je med drugim igral vlogo Mihola v Borovih Raztrgancih. Po osvoboditvi je študiral na ljubljanski Akademiji za igralsko umetnost, istočasno pa nastopal v Drami SNG in tu ostal do smrti. Sprva je nastopal v manjših vlogah, nato pa se je razvil v karakternega igralca. Vloge je oblikoval z občutkom za gospodarnost izraza in subtilne odtenke; tam, kjer so vloge to dopuščale, jih je obogatil s poetičnostjo, ki je postala značilna za njegovo igro. Veliko je nastopal tudi v radijskih igrah; posebno se je priljubil najmlajšim poslušalcem z naslovno vlogo v nadaljevanki Medvedek Pu.
Makuc se je ukvarjal tudi s problemskim šahom.